# Episodi di NCIS - Unità anticrimine (diciannovesima stagione)
La diciannovesima stagione della serie televisiva NCIS - Unità anticrimine, composta da 21 episodi, è stata trasmessa in prima visione assoluta negli Stati Uniti d'America da CBS dal 20 settembre 2021 al 23 maggio 2022.
In Italia la stagione è stata trasmessa in prima visione da Rai 2 dall'11 febbraio al 5 agosto 2022.
| nº | Titolo originale     | Titolo italiano         | Prima TV USA      | Prima TV Italia  |
| -- | -------------------- | ----------------------- | ----------------- | ---------------- |
| 1  | Blood in the Water   | Acqua rosso sangue      | 20 settembre 2021 | 11 febbraio 2022 |
| 2  | Nearly Departed      | Mezzo morto             | 27 settembre 2021 | 18 febbraio 2022 |
| 3  | Road to Nowhere      | L'anello mancante       | 4 ottobre 2021    | 25 febbraio 2022 |
| 4  | Great Wide Open      | Alaska                  | 11 ottobre 2021   | 11 marzo 2022    |
| 5  | Face the Strange     | Insoliti sospetti       | 18 ottobre 2021   | 18 marzo 2022    |
| 6  | False Start          | Falsa partenza          | 1º novembre 2021  | 25 marzo 2022    |
| 7  | Docked               | Crociera di morte       | 8 novembre 2021   | 1º aprile 2022   |
| 8  | Peacekeeper          | Il pacificatore         | 29 novembre 2021  | 8 aprile 2022    |
| 9  | Collective Memory    | Memoria virtuale        | 6 dicembre 2021   | 22 aprile 2022   |
| 10 | Pledge of Allegiance | Giuramento di fedeltà   | 3 gennaio 2022    | 29 aprile 2022   |
| 11 | All Hands            | Lunga vita e prosperità | 17 gennaio 2022   | 6 maggio 2022    |
| 12 | Fight or Flight      | Occhio per occhio       | 24 gennaio 2022   | 13 maggio 2022   |
| 13 | The Helpers          | Corsa contro il tempo   | 28 febbraio 2022  | 20 maggio 2022   |
| 14 | First Steps          | Primi passi             | 7 marzo 2022      | 27 maggio 2022   |
| 15 | Thick As Thieves     | Il lato buono           | 14 marzo 2022     | 3 giugno 2022    |
| 16 | The Wake             | La veglia               | 21 marzo 2022     | 10 giugno 2022   |
| 17 | Starting Over        | Bugie                   | 28 marzo 2022     | 24 giugno 2022   |
| 18 | Last Dance           | Una vita fa             | 18 aprile 2022    | 1º luglio 2022   |
| 19 | The Brat Pack        | L'età difficile         | 2 maggio 2022     | 15 luglio 2022   |
| 20 | All or Nothing       | Tutto o niente          | 16 maggio 2022    | 29 luglio 2022   |
| 21 | Birds of a Feather   | Ex                      | 23 maggio 2022    | 5 agosto 2022    |

## Acqua rosso sangue
- Titolo originale: Blood in the Water
- Diretto da: Michael Zinberg
- Scritto da: Christopher J. Waild

### Trama
Dopo che è stato scoperto il relitto della barca, McGee e Torres cercano Gibbs e scoprono che stava seguendo un serial killer con la giornalista Marcie Warren. Ad aiutare nelle indagini c'è anche l'agente speciale Jessica Knight.
- Guest star: Pam Dawber (Marcie Warren), Katherine Cortez (Thelma McKeever), Dave Florek (Virgil McKeever), Travis Hammer (Faux County Deputy Randall Sledge), Terryn Westbrook (County Deputy Regina Unger), Yenniffer Behrens (Marta Jimenez), Derek Chariton (Lonny), Allie Davis (Sandy), Colin Land (agente speciale NCIS Brent Hollister)

- Ascolti USA: telespettatori 8 450 000[3]
- Ascolti Italia: telespettatori 1 224 000 – share 5,10%[4]

## Mezzo morto
- Titolo originale: Nearly Departed
- Diretto da: Terrence O'Hara
- Scritto da: Scott Williams

### Trama
Durante le indagini per trovare il serial killer che Gibbs sta cercando, la squadra scopre che anche un'altra persona ha seguito il caso, l'agente dell'FBI Alden Parker.
- Nota. In questo episodio entra nel cast Gary Cole nei panni di Alden Parker.

- Guest star: Pam Dawber (Marcie Warren), Joe Spano (Tobias "T.C." Fornell), Jason Wiles (Tom Samuels alias Paul Lemere), John Hensley (Phil Hanover), Emily Berry (Gladys), Jaxy Boyd (Michelle), Nohely Quiroz (Carla).

- Ascolti USA: telespettatori 8 060 000[5]
- Ascolti Italia: telespettatori 1 185 000 – share 4,80%[6]

## L'anello mancante
- Titolo originale: Road to Nowhere
- Diretto da: Rocky Carroll
- Scritto da: Marco Schnabel

### Trama
Gibbs e Parker intraprendono un viaggio per trovare il corpo della prima delle vittime del serial killer. Knight va sotto copertura in una grande azienda manifatturiera legata agli omicidi.
- Guest star: Jason Wiles (Paul Lemere), John Hensley (Phil Hanover), Valarie Pettiford (Sonia Eberhart), Anna Campbell (Andrea Falco), Karina Noelle Castillo (Agente dell'FBI Ramirez), Allan McLeod (Ted), Troy Vincent (Avvocato), PJ Johal (Dottore), Karina Bonnefil (Alexis), Sarah Khasrovi (Patty), Kim Reed (Infermiera #1), Kendra Munger (Infermiera #2), Ashley Dulaney (Rebecca)

- Ascolti USA: telespettatori 7 960 000[7]
- Ascolti Italia: telespettatori 1 202 000 – share 5,10%[8]

## Alaska
- Titolo originale: Great Wide Open
- Diretto da: Terrence O'Hara
- Scritto da: Brendan Fehily e David J. North

### Trama
Gibbs e McGee si dirigono in Alaska mentre la squadra lavora a Washington per scoprire la cospirazione dietro il serial killer. Gibbs lascia ripartire McGee e rimane in Alaska, dove ha ritrovato la pace per la prima volta dalla morte di moglie e figlia.
- Nota. Questo è l'ultimo episodio con Leroy Jethro Gibbs.

- Guest star: Pam Dawber (Marcie Warren), John Hensley (Phil Hanover), Valarie Pettiford (Sonia Eberhart), Wayne Charles Baker (Tunu Alonak), Erik Passoja (Wayne Sweeney), Nikki McCauley (Melanie Stafford), Karina Noelle Castillo (Agente dell'FBI Ramirez), Kimberly Christian (Nina Bradshaw)

- Ascolti USA: telespettatori 7 660 000[9]
- Ascolti Italia: telespettatori 1 139 000 – share 4,90%[10]

## Insoliti sospetti
- Titolo originale: Face the Strange
- Diretto da: Diana Valentine
- Scritto da: Steven D. Binder

### Trama
La squadra dell’NCIS indaga sulla morte di un comandante della Marina il cui corpo esplode improvvisamente prima che James Palmer possa esaminarlo. Il team è affiancato dall'ex agente FBI Alden Parker.
- Guest star: Jared Gertner (Royman Beesbo), Eden Malyn (Lillian Beck), Dennice Cisneros (Helen), Freedom Bridgewater (Sergente Joe), Rob James (Guardia), Christian Valderrama (Clubby), Aidan Merwarth (Uptown), Najee Muhammad (Street), Rif Hutton (Marines General Phillip Braxton), Megan Gallagher (Sottosegretario della Marina Jennifer Leo)

- Ascolti USA: telespettatori 7 650 000[11]
- Ascolti Italia: telespettatori 806 000 – share 3,60%[12]

## Falsa partenza
- Titolo originale: False Start
- Diretto da: James Whitmore Jr.
- Scritto da: Katherine Beattie e Christopher J. Waild

### Trama
L’NCIS indaga sull'omicidio di uno stimato comandante della Marina che ha allenato alcuni dei migliori atleti del paese.
- Guest star: Joshua Brockington (Felix Cross), Randy J. Goodwin (Clark Anderson), Zeus Taylor (Kyle Seward), Kelly Stables (Astrid Fellowes), Julie Pearl (Cindy Anderson), Heather Olt (Guardia)

- Ascolti USA: telespettatori 7 280 000[13]
- Ascolti Italia: telespettatori 1 215 000 – share 5,30%[14]

## Crociera di morte
- Titolo originale: Docked
- Diretto da: Michael Zinberg
- Scritto da: Marco Schnabel e Yasemin Yilmaz

### Trama
L’NCIS sta indagando sulla morte di un uomo su una nave da crociera il cui corpo è stato trovato nella sauna della nave nientemeno che dalla suocera di McGee, Judy.
- Guest star: Margo Harshman (Deliliah Fielding), Patricia Richardson (Judy Price Fielding), Chris Agos (capitano Noah Finch), Adam Hollick (Christopher Blaze), Ziah Colon (Pilar Rivera), Tom Yi (Harold, ex fidanzato di Judy), Gilbert Glenn Brown (capo della sicurezza Carson Granger)

- Ascolti USA: telespettatori 7 320 000[15]
- Ascolti Italia: telespettatori 1 286 000 – share 5,50%[16]

## Il pacificatore
- Titolo originale: Peacekeeper
- Diretto da: Rocky Carroll
- Scritto da: Margaret Rose Lester e Scott Williams

### Trama
L'NCIS indaga sul caso di un riservista della Marina il cui corpo viene trovato crivellato di proiettili in un'auto usata come bersaglio in un poligono di tiro. Inoltre, Kasie valuta i pro e i contro dell'acquisto di una pistola.
- Guest star: Grace Lynn Kung (Doris Edwards), Ginifer King (Lexi Davis), Patrick Y. Malone (Chuck Gorton), Rio Mangini (Ned), Scott Mosenson (Harry Day), Anzu Lawson (Sonia Bell), Don Swayze (Pete Walker), Chuck Filipov (Roy Smith).

- Ascolti USA: telespettatori 7 340 000[17]
- Ascolti Italia: telespettatori 1 134 000 – share 5,00%[18]

## Memoria virtuale
- Titolo originale: Collective Memory
- Diretto da: Leslie Libman
- Scritto da: Kimberly-Rose Wolter e David J. North

### Trama
Quando una consulente finanziaria di successo viene trovata uccisa con un colpo di arma da fuoco in una stazione navale, l'NCIS indaga sul caso intervistando l'ologramma tridimensionale della vittima, dalla stessa creato prima della sua morte.
- Guest star: Stepfanie Kramer (Sandra Holdren), Holly Curran (Ruby Holdren), Matthew Hancock (Geoffrey Sullivan), Todd Waring (Albert James "Jamie" Beck), Andrea Forrest (sottufficiale della Marina di terza classe, Scott Dickerson), Danielle Larracuente (sottufficiale della Marina di terza classe Maria Gonzalez).

- Ascolti USA: telespettatori 7 250 000[19]
- Ascolti Italia: telespettatori 1 184 000 – share 5,10%[20]

## Giuramento di fedeltà
- Titolo originale: Pledge of Allegiance
- Diretto da: Rocky Carroll
- Scritto da: Brendan Fehily

### Trama
L'NCIS viene chiamata quando il sottufficiale capo della Marina Rafi Nazar è sospettato di aver tentato di rubare e poi vendere il software segreto della Marina utilizzato per pilotare droni da combattimento.
- Guest star: Amanda Schull (Kay Barlow), Artur Zai Benson (capo maresciallo della marina Rafi Nazar), Denise Crosby (segretario della marina Hattie Taylor), Tarek Bishara (ambasciatore afgano Tariq Dotani), Lisandra Tena (paramedico Maria Santiago), Kenajuan Bentley (capitano della marina Oliver Royce), Shawn Patrick Clifford (Mike Novaski), Jean St. James (donna in videoconferenza #1), Crystal Rivers (donna on videoconferenza #2), Daniel Curtis Lee (SRT[non chiaro] #1), Daniel L. Rivera (SRT #2), Thomas McNamara (pilota #1), Brittany Freeth (pilota #2), Bryan Marcos (pilota #3), Rome Stephens Singh (MP afgano #1).

- Ascolti USA: telespettatori 6 940 000[21]
- Ascolti Italia: telespettatori 1 345 000 – share 5,90%[22]

## Lunga vita e prosperità
- Titolo originale: All the Hands
- Diretto da: Martha Mitchell
- Scritto da: Christopher J. Waild

### Trama
Dopo che una nave da ricerca civile nel Nord Atlantico raccoglie una piccola barca di ufficiali della Marina feriti, la squadra del NCIS arriva sulla nave ed è costretta a nascondersi dopo aver scoperto dei terroristi a bordo. Inoltre, l'agente Knight porta con sé una bambola di carta in missione per scattare foto per la classe della scuola elementare di sua nipote.
- Guest star: Grant Harvey (Ian Maddux), A.J. Meijer (Dutch Naga), Monnae Michaell (Comandante della Marina Leandra Womack), Jesse Posey (Tenente della Marina Jesse Posey Emmanuel Vela), Tess Aubert (Piper), Stephen Friedrich (Sid), Justin Huen (guardia di sicurezza marittima privata Lenny), Tre Hall (guardia di sicurezza marittima privata Carl Hammond), Elizabeth Liang (agente NCIS REACT Jones).

- Ascolti USA: telespettatori 7 260 000[23]
- Ascolti Italia: telespettatori 1 294 000 – share 6,20%[24]

## Occhio per occhio
- Titolo originale: Fight or Flight
- Diretto da: James Whitmore Jr.
- Scritto da: Katherine Beattie

### Trama
Dopo che il corpo di un tenente della Marina viene scoperto senza un occhio, l'indagine dell'NCIS porta al mondo dei combattimenti illegali. Inoltre Torres è in una situazione emotivamente difficile, ma i compagni non riescono a indurlo a confidarsi con loro.
- Guest star: Zane Holtz (agente speciale NCIS Dale Sawyer), Matt Angel (Sammy alias Peter Samkharadze), Daeg Faerch (Alex Russo), Alex Sparrow (Maxim Dovhal), Sarah Chaney (agente DIA Collins), Montae Russell (tenente generale della Marina Joseph Clark), Marcus Ray (buttafuori), Natasha Blasick (Elena Dovhal).

- Ascolti USA: telespettatori 7 790 000[25]
- Ascolti Italia: telespettatori 1 273 000 – share 6,50%[26]

## Corsa contro il tempo
- Titolo originale: The Helpers
- Diretto da: Diana Valentine
- Scritto da: Brian Dietzen e Scott Williams

### Trama
Mentre indagano sulla morte di un intruso a Quantico, Jimmy e Kasie vengono esposti a una biotossina mortale e il team dell'NCIS chiama la dottoressa Carol Wilson per chiedere aiuto mentre corrono per trovare l'antidoto. Inoltre, Torres cerca di distrarre la figlia di Jimmy, che è venuta in ufficio per passare la giornata con suo padre.
- Guest star: Michelle Pierce (Breena Palmer), Elle Graper (Victoria Palmer), Meredith Eaton (Carol Wilson), Benita Krista Nall (Amanda Wright), Patrick Bristow (Channing Elroy), Eugene Prokofiev (Buggy alias Dennis Newton), Dave Youngblood (sconosciuto), Jack Jaco Pitchon (dott. Yuri Pastov), Kristin Witt (mamma).

- Ascolti USA: telespettatori 7 120 000[27]
- Ascolti Italia: telespettatori 1 288 000 – share 6,60%[28]

## Primi passi
- Titolo originale: First Steps
- Diretto da: Michael Zinberg
- Scritto da: Yasemin Yilmaz

### Trama
La squadra NCIS indaga sulla causa della morte di un chirurgo riservista Navy Seal. All'indagine si aggrega Kayla, la figlia di Vance che si è recentemente formata con l'NCIS, per aiutare con una missione altamente pericolosa.
- Guest star: Naomi Grace (Kayla Vance), Antonio Jaramillo (Pedro Rodriguez), Ronald Auguste (Isaac), Noshir Dalal (dottore Tom Masuda), Galadriel Stineman (interno Sierra Krueger), Nita Mistry (dottore Angela Novak), Jason Kravits (dottore Gordon Roth), Joe Corozo (scagnozzo #1), Jamie Harris (Smitty Hastings).

- Ascolti USA: telespettatori 7 430 000[29]
- Ascolti Italia: telespettatori 1 039 000 – share 5,60%[30]

## Il lato buono
- Titolo originale: Thick As Thieves
- Diretto da: Terrence O'Hara
- Scritto da: Marco Schnabel

### Trama
Il passato delinquente di Parker riemerge quando l'NCIS viene chiamato a Filadelfia per indagare sulla morte di un sottufficiale della Marina.
- Guest star: Kevin Chapman (Billy Doyle), Ashley Platz (Kat Hanna), Jose Pablo Cantillo (agente DEA Mark Sisco alias Shady Man), Braxton Hale (Colin), Trisha LaFache (Lola), Ruben Grundy (detective della polizia di Philadelphia Dubrow), Deb Heitt (Navy Chief Laura Ramirez), Tony Becker (poliziotto), Ansel Carpenter (Billy alias ragazzo #1), Harrison Leahy (Al alias ragazzo #2), Jeff Pride (proprietario dell'auto), Val Garrahan (sottufficiale della Marina di seconda classe Danna Calley).

- Ascolti USA: telespettatori 7 550 000[31]
- Ascolti Italia: telespettatori 1 008 000 – share 5,70%[32]

## La veglia
- Titolo originale: The Wake
- Diretto da: Rocky Carroll
- Scritto da: Katie White

### Trama
Un raccapricciante incidente alla festa di rivelazione del genere del nascituro di un sottufficiale della Marina porta l'NCIS al caso di un'insegnante scomparsa che è stato reso popolare in un podcast sul crimine.
- Guest star: Mike Erwin (Sam Radner), Miki Ishikawa (Molly Stoll), Randall Batinkoff (Walt Freeman), Lauren Bowles (Nance Freeman), J. Claude Deering (Curtis Hubley), Tarina Pouncy (Anne Crenshaw), Carlos Pratts (Isaac Morales), Del Zamora (Sergio Morales), Maya Boudreau (Lola Morales).

- Ascolti USA: telespettatori 6 660 000[33]
- Ascolti Italia: telespettatori 1 000 000[34]

## Bugie
- Titolo originale: Starting Over
- Diretto da: Michael Zinberg
- Scritto da: Margaret Rose Lester e Scott Williams

### Trama
L'NCIS indaga sull'apparente suicidio di un ufficiale della Marina in pensione che era nel gruppo di sostegno al lutto frequentato da Palmer, Knight e Tobias Fornell. Inoltre, Torres riceve una chiamata dall'agente speciale dell'NCIS Jane Tennant che gli chiede di raggiungerla alle Hawaii per seguire una pista relativa a un caso di cinque anni prima su cui avevano lavorato insieme. Verrà sgominata un'organizzazione dedita alle truffe ai danni di persone che hanno subito la perdita di un loro famigliare in forza alla marina.
- Nota. Questo episodio dà il via a un evento crossover che si conclude nell'episodio TNT della serie NCIS: Hawai'i.

- Guest star: Vanessa Minnillo (agente speciale NCIS Jane Tennant), Joe Spano (Tobias "T.C." Fornell), Laura San Giacomo (Grace Confalone), Novi Brown (Olive Miller), Tess Aubert (Piper), Jack McGee (Richard "Rick" Jordan), Brandon Black (Martin Polk), Joi Liaye (Nina Miller), Jason Rogel (Leo), Oscar Gary, Jr. (tenente comandante della Marina in pensione Thomas Miller), Taylor Bracken (sottufficiale della Marina di terza classe Sally Jordan), David Bianchi (Kyle Jennings).

- Ascolti USA: telespettatori 6 830 000[35]
- Ascolti Italia: telespettatori 643 000 – share 4,20%[36]

## Una vita fa
- Titolo originale: Last Dance
- Diretto da: Terrence O'Hara
- Scritto da: Brendan Fehily e David J. North

### Trama
Quando Reymundo Diaz, un famigerato trafficante d'armi, viene rilasciato dal carcere e i corpi iniziano ad accumularsi, Torres è costretto ad affrontare le ripercussioni delle sue azioni durante un'operazione sotto copertura a cui ha lavorato anni fa.
- Guest star: Laura San Giacomo (Grace Confalone), Mariela Garriga (Maria Diaz/Anita Reyes), Joseph Melendez (Reymundo Diaz), Armando Acevedo (Rene "Renny" Romero), Kate Boyer (agente operativo degli US Marshals Cindy Carter), Jarvis George (agente operativo degli US Marshals John Wright), Chris Lamica (Seller), Sean Samuels (compratore #1), Christopher Alvarenga (compratore #2), Clark Moore (polizia di Stato della Virginia Phil Collins), Brennan Keel Cook (Travis Williams), George Paez (Pablo Silva).

- Ascolti USA: telespettatori 6 340 000[37]
- Ascolti Italia: telespettatori 786 000 – share 5,40%[38]

## L'età difficile
- Titolo originale: The Brat Pack
- Diretto da: Michael Zinberg
- Scritto da: Katherine Beattie e Kimberly-Rose Wolter

### Trama
L'NCIS indaga su una cerchia di adolescenti astuti frequentatori di feste quando si verifica una serie di irruzioni alla base marina di Quantico. Mentre lavora al caso, l'agente speciale McGee stringe un legame con Teagan Fields, una ragazza del gruppo di adolescenti.
- Guest star: Cay Ryan Murray (Teagan Fields), Daniel DiMaggio (Noah Patrick Henry Richter), Mary-Bonner (sottufficiale capo della Marina Melissa Fields), Skyler Stone (zio Stan), Brea Bee (sig.ra Richter), Betsy Baker (Ramona), Jennifer Rhodes (Claudia), Jeffrey Markle (Jerry), Isait De La Fuente (sottufficiale di prima classe della Marina Lucas Moniz), Erin Yolanda Pineda (Cynthia Moniz), Matthew Sato (Zack Taylor alias Seller), Nick Cardiff (Jason Samuels alias Sketchy Guy).

- Ascolti USA: telespettatori 7 270 000[39]
- Ascolti Italia: telespettatori 734 000 – share 5,10%[40]

## Tutto o niente
- Titolo originale: All or Nothing
- Diretto da: Tawnia McKiernan
- Scritto da: Marco Schnabel e Yasemin Yilmaz (soggetto); Yasemin Yilmaz (sceneggiatura)

### Trama
L'NCIS indaga sulla morte inaspettata di un riservista della Marina che era un giornalista investigativo. Inoltre, la liaison tra Knight e Jimmy viene a galla quando si prestano per fare un trasferimento di organi che va fatalmente storto.
- Guest star: Kelly Sry (dott. Scott Long), E.R. Ruiz (Carson), Terence J. Rotolo (Bannon), Mike Schiff (riservista della Marina John Murphy), Gianni DeCenzo (Owen), Becky Wu (June Davis), Deborah Strang (Diane Warner), Erin Matthews (vice procuratore generale Mara Reeves), Stephen O'Mahoney (CEO Paul Newhope).

- Ascolti USA: telespettatori 6 510 000[41]
- Ascolti Italia: telespettatori 791 000 – share 5,50%[42]

## Ex
- Titolo originale: Birds of a Feather
- Diretto da: Terrence O'Hara
- Scritto da: Christopher J. Waild

### Trama
Quando l'agente Parker viene incastrato per omicidio, la squadra mette a rischio il proprio lavoro e la propria vita per guadagnare tempo e scoprire la verità.
- Guest star: Teri Polo (Vivian Kolchak), Erik Passoja (vicedirettore dell'FBI Wayne Sweeney), Jene Bush (Frank Ressler alias Birdwatcher), Jessica Gardner (Olivia Kahn), Francis X. McCarthy (Roman Parker).

- Ascolti USA: telespettatori 7 470 000[43]
- Ascolti Italia: telespettatori 996 000 – share 7,50%[44]